# Mezní potok (přítok Svatavy)
Mezní potok je menší horský tok v Krušných horách v okrese Sokolov v Karlovarském kraji, pravostranný přítok Svatavy. Po celou délku toku protéká potok přírodním parkem Leopoldovy Hamry.
Délka toku měří 4,7 km. Plocha povodí činí 6,18 km².

## Průběh toku
Potok pramení v Krušných horách v nadmořské výšce okolo 680 m na svahu Jeleního vrchu (720 m), asi 1 km severně od vrcholu. Od pramene teče potok lesem severním až severovýchodním směrem. Neobydlenou krajinou protéká v hluboce zařízlém údolí pod strmými svahy okolních kopců. Koryto potoka se zařezává do skalnatého podloží, tvořeného výhradně fylity. Přibírá několik nepojmenovaných potůčků, směr toku se stáčí k východu. Potok podtéká železniční trať Sokolov–Kraslice a přibližně 100 m od vlakové zastávky Rotavy se v Anenském údolí vlévá do Svatavy jako její pravostranný přítok.